# Galgebakken
Galgebakken – publiczne osiedle czynszowych domów szeregowych, zlokalizowane w zachodniej Kopenhadze.

## Historia
Powstało w latach 1972–1974, według projektu A. i O. Ørum-Nielsen, Strogaarda i Markussena, jako nowatorska propozycja urbanistyczna. Zawiera około siedemset domów rozmieszczonych w grupach zamieszkiwanych przez 10-20 rodzin, wokół uliczek dojazdowych o szerokości trzech metrów. Pomiędzy biegiem tej uliczki a frontami domów umieszczono ogródki frontowe (półprywatne) o głębokości czterech metrów. Ogródki prywatne zlokalizowano natomiast na tyłach. Samochody parkowane są na granicy terytorium osiedla. Cały ruch wewnętrzny odbywa się pieszo. Zespół powyższych założeń spowodował wzrost aktywności społecznej mieszkańców, częstsze kontakty między sąsiadami, chętne przebywanie na zewnątrz budynków i pogłębienie wzajemnych więzi.